# ミレーナ・ペンコーワ
ミレーナ・ペンコーワ（Milena Penkowa、1973年4月15日 - ）は、デンマークの生命科学者（女性）である。30歳代でコペンハーゲン大学・教授になった。専門は神経科学である。医師ではない。

## 研究関連事件
2012年7月23日、5人の研究者からなるコペンハーゲン大学の国際調査委員会が「綿密に仕組まれた不正研究（慎重な研究過誤）の疑念がペンコーワの15論文に見つかった」という最終調査結果を発表した。
2013年、デンマーク学術不正委員会（Danish Committees on Scientific Dishonesty）はペンコーワが不正研究をしたと結論した。
2015年9月30日、デンマーク裁判所は、ペンコーワに「投獄9か月、執行猶予2年」の判決を下した。